# Stiftung Anscharhöhe
Die Stiftung Anscharhöhe wurde im Jahr 1972 in Hamburg errichtet. Sie gehört zu den Hamburger Wohnstiftungen. Ansässig ist die Stiftung in  Hamburg-Eppendorf.

## Bewohner der Stiftung
Menschen unterschiedlichen Alters und Geschlechts, mit mehr oder weniger gegebenem Unterstützungsbedarf, leben auf der Anscharhöhe.

## Geschichte der Stiftung

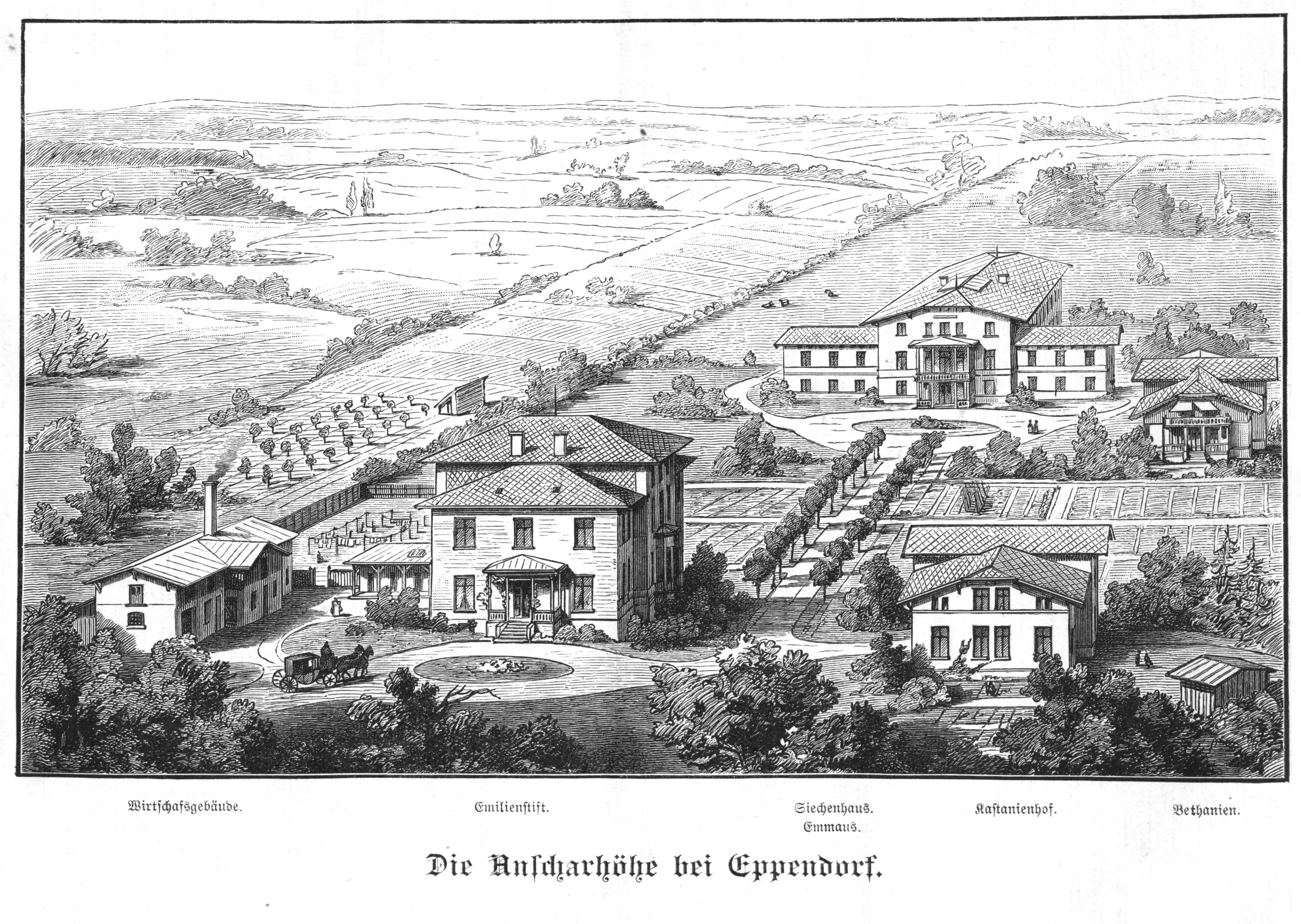
Anscharhöhe 1886

### 19. Jahrhundert
Seit dem Jahr 1885 ist die an der Tarpenbekstraße gelegene Anscharhöhe ein Ort mit diakonischer Ausrichtung.

### 20. Jahrhundert
Begründer der Stiftung Anscharhöhe Anfang der 1970er Jahre war die evangelisch-lutherische Kirchengemeinde St. Anschar zu Hamburg.
Ziel der Gründung ist es gewesen, die Ende des 19. Jahrhunderts von Emilie Jenisch und Pastor Carl Ninck in Eppendorf begonnene diakonische Arbeit fortzuführen.

#### Zeit des Nationalsozialismus
Ab der Mitte der 1930er Jahre lebten ungefähr 100 Patientinnen der Irrenanstalt Langenhorn auf der Anscharhöhe. Nach den Bombenangriffen 1943 wurden viele von ihnen nach Langenhorn zurückverlegt. In der Folge fielen sie dem nationalsozialistischen Euthanasieprogramm zum Opfer.

## Gelände der Stiftung
Das hügelige, parkartige Gelände der Stiftung ist sieben Hektar groß. Es weist Gebäude für verwaltungsmäßige und andere Zwecke sowie Wohngebäude und eine Pflegeeinrichtung auf. Auch steht auf diesem die Kirche St. Anschar.

### Garten de l’Aigle
Teil des Stiftungsgeländes ist der im 19. Jahrhundert angelegte Garten de l’Aigle.